# コルゲン (モンゴル帝国)
コルゲン（Kölgen, モンゴル語: Хүлгэн、? - 1238年）は、13世紀前半のモンゴル帝国の皇族。チンギス・カンの子のひとりで、母はチンギス・カンの第二皇后（ハトゥン）であったクラン。『元史』などの漢文史料では闊列堅、果魯干、闊列堅太子。『集史』などのペルシア語史料では كولاكان Kūlākān と記される。『元朝秘史』には記述されていない人物である。『元史』宗室世系表ではチンギス・カンの男子をボルテから出世したジョチ、チャガタイ、オゴデイ、トルイを含めて6名挙げているが、コルゲンは六男としている。五男として挙げている兀魯赤が「無嗣」としており、『集史』やその系統の『五族譜』『高貴系譜』といった系図資料でも、他の男児たちは「夭折したか子孫を残さなかったか」などのことが述べられており、チンギス・カンの男系子孫はジョチ、チャガタイ、オゴデイ、トルイにコルゲンを加えた5系統しか記録していない。

## 概要
モンゴルの慣習として嫡出の子供と庶出の子供の区別は明確で、多数いたチンギス・カンの子らの中でも跡継ぎとして認められていたのは正后ボルテから生まれた息子たち(ジョチ・チャガタイ・オゴデイ・トゥルイ)のみであったが、コルゲンは庶出の子としては最も寵愛を受け、厚遇されていた。
『集史』チンギス・カン紀の軍団表には、チンギス・カンの治世の末頃、コルゲンはチンギス・カンより4000の部民を与えられており、諸子に分与された軍団の記述順でもジョチ、チャガタイ、オゴデイの次に位置している。これは数の上で言えば嫡出の息子たちにも匹敵する分封であった。この『集史』チンギス・カン紀の軍団表のコルゲンの項目では、『元朝秘史』等で「四狗」（ドルベン・ノガス）と呼ばれたバルラス部族のクビライ・ノヤンの名前が筆頭に挙げられている
コルゲンはモンゴルのルーシ侵攻中の戦闘の一つである、1238年のコロムナの戦い(ru)において戦死した。これはルーシへの遠征中における、チンギス一族の中での唯一の戦死者であった。4人の息子がおり、長男のクチャは河間王に封じられている。クチャの孫エブゲン大王は右翼系の諸王の中で唯一ナヤンの反乱に加担し、元軍の討伐を受けている。

## 家系
- コルゲン
  - 河間王クチャ(Quča,忽察)
    - クルタイ大王(Qurudai,忽魯歹)
      - エブゲン大王(Ebügen,也不干)
      - バイ・バラク大王(Bai-baraq,八八剌)
      - エメゲン大王(Emegen,也滅干)

『元史』宗室世系表ではコルゲンの玄孫以降の子孫についても記載されているが、チャガタイ裔の系図が誤って混ざったものであると判明している。